# Вязовая (Свердловская область)
Вязовая — посёлок в муниципальном округе Дегтярск Свердловской области России.

## Географическое положение
Вязовая расположена в 5 километрах (по автодороге в 6 километрах) к юго-востоку от города Дегтярска, в долине реки Малой Вязовки (правого притока реки Вязовки, бассейн реки Чусовой), на автодороге Дегтярск — Курганово.

## Население
| 2002 | 2010 |
| ---- | ---- |
| 3    | ↘0   |